# Gaston Rébuffat

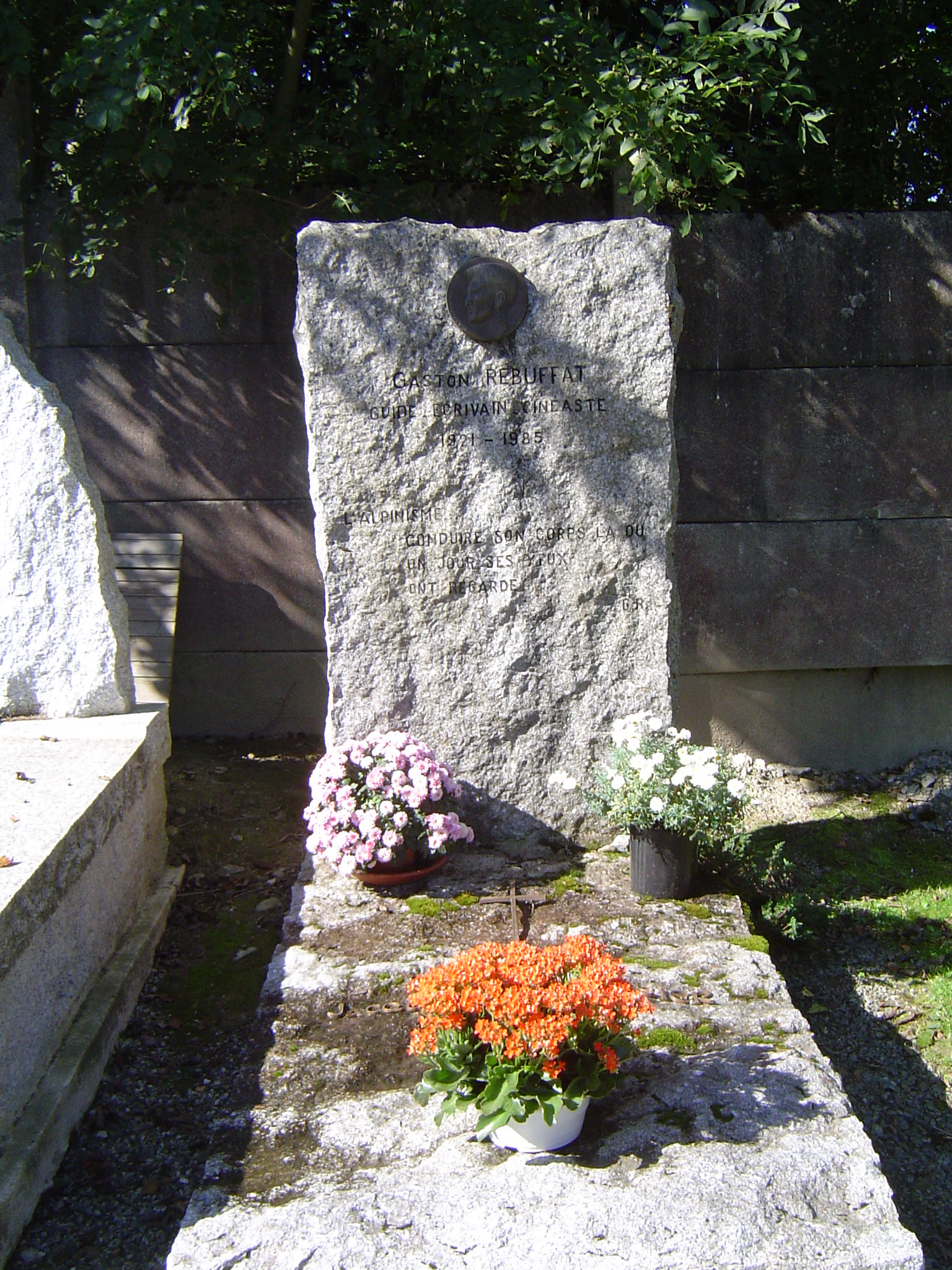
Nagronek na cmentarzu Chamonix-Mont-Blanc

Gaston Rébuffat (ur. 7 maja 1921 w Marsylii, zm. 31 maja 1985 w Paryżu) – francuski alpinista, uważany za jednego z najwybitniejszych wspinaczy wszech czasów.
Sławę przyniosło mu zdobycie jako pierwszej osobie sześciu najbardziej znanych północnych ścian alpejskich: Grandes Jorasses, Piz Badile, Petit Dru, Matterhornu, Cima Grande di Lavaredo oraz Eigeru.
Jest autorem ponad 40 nowych dróg wspinaczkowych w Alpach, dziesięciu książek (najbardziej znana w Polsce: Gwiazdy i burze, fr. Etoiles et Tempêtes) oraz trzech filmów o tematyce górskiej. W 1984 został Oficerem Legii Honorowej – najwyższego odznaczenia nadawanego przez rząd francuski.